# (26106) 1990 WJ2
A (26106) 1990 WJ2 a Naprendszer kisbolygóövében található aszteroida. Eric Walter Elst fedezte fel 1990. november 18-án.